# Ovale Kragensteckvorrichtung

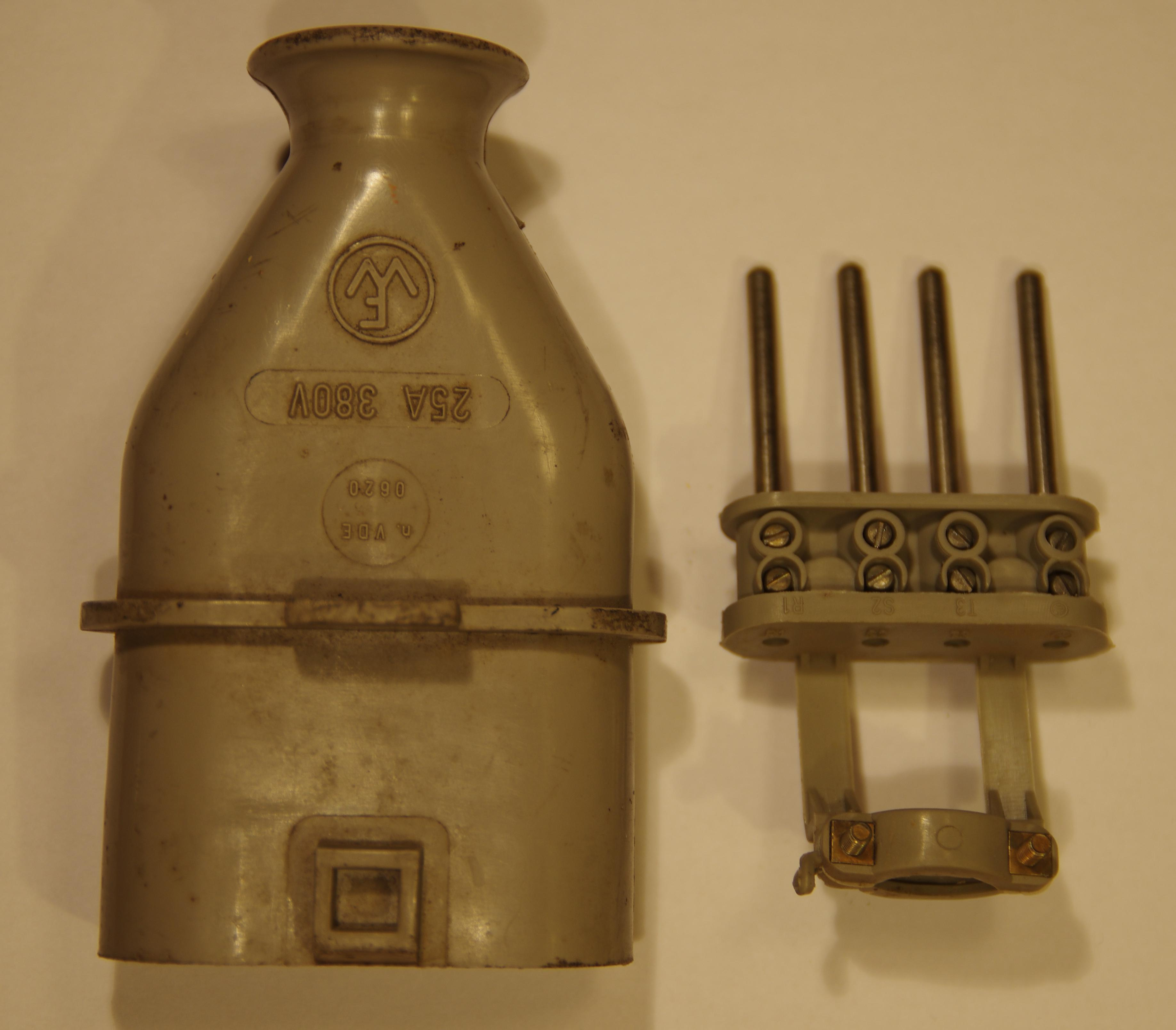
Kunststoff-Kragenstecker nach DIN 49451, 380V, Variante für 25 A mit ausgebauter Steckerleiste und unbeschädigter Nase gegen verdrehtes Einstecken

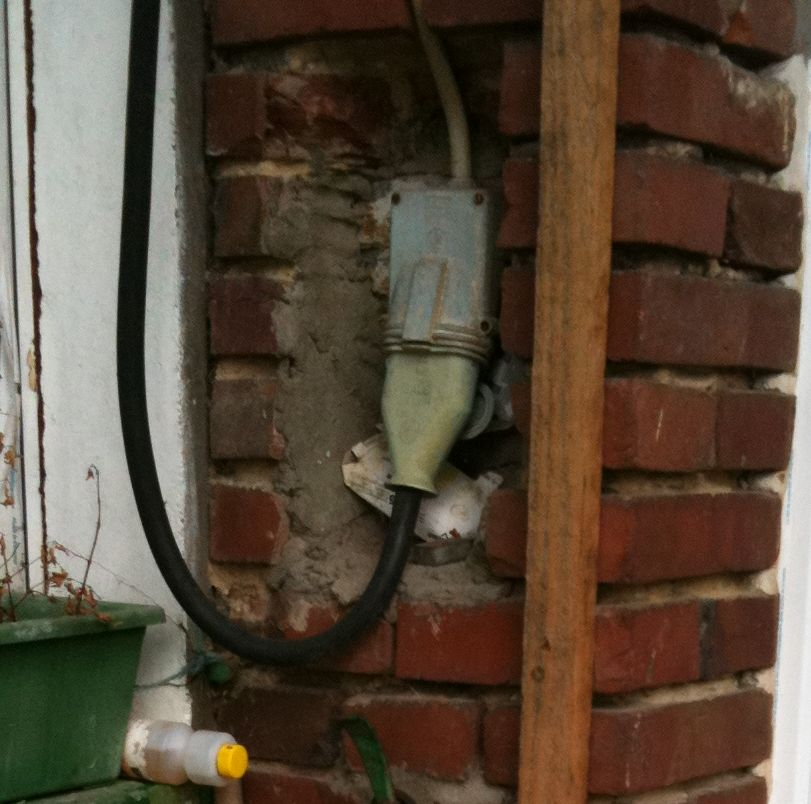
Wandsteckdose aus Metall mit eingestecktem Stecker

Die ovale Kragensteckvorrichtung nach DIN 49450 (Steckdose) und DIN 49451 (Stecker) ist eine vierpolige Drehstromsteckverbindung, die bis 1975 in Westdeutschland und 1990 in der DDR verbreitet war. Die Normen wurden in der Bundesrepublik am 31. Dezember 1974 zurückgezogen, noch vorhandene Steckverbinder mussten bis zum 31. Dezember 1980 außer Gebrauch genommen werden. In den neuen Bundesländern mussten sie bis zum 31. Dezember 1997 umgestellt werden. Sie sind aber nach wie vor, insbesondere in landwirtschaftlichen Betrieben, anzutreffen.
Der Steckverbinder hat vier Kontakte, je einen für die drei Außenleiter (damals R, S und T) des Dreiphasenwechselstroms und einen für Erdpotential. Ähnlich wie die vierpoligen CEE-Steckverbinder nach IEC 60309 haben sie keinen Anschluss für den Neutralleiter, sind also reine Drehstromsteckverbinder.
Durch eine Nase auf der Vorderseite soll der Stecker gegen verdrehtes Einstecken gesichert werden. 

## Gefahren
Im Betrieb passierte es, dass die Nase gegen verdrehtes Einstecken des Steckers beschädigt, komplett abgeschert oder bewusst entfernt wurde. Steckt man einen solchen beschädigten Stecker um 180 ° gedreht in die Steckdose, unbedarft oder in der Absicht eine Motordrehrichtung zu ändern, ist der Stift für die Erdung mit einem der spannungsführenden Außenleiter verbunden und damit alle geerdeten Gehäuseteile des Gerätes. Im Falle von metallenen Steckergehäusen ist damit zu rechnen, dass auch am Steckergehäuse volle Spannung anliegt. Berühren eines dieser offenliegenden Teile führt zu einem potentiell tödlichen Stromunfall. Deswegen wurde die ovale Kragensteckvorrichtung umgangssprachlich als Bauerntod und Witwenmacher bezeichnet und abgeschafft.

## Varianten
Die Steckverbinder waren für 380 V in Varianten für 25, 40, 63 und 100 A genormt.